# Hieracium linifolium
Hieracium linifolium (нечуйвітер льонолистий) — вид рослин з родини айстрових (Asteraceae), поширений у Білорусі й Україні.

## Опис
Стеблові листки вузьколанцетні, відтягнуті до верхівки. Прості волоски на листочках обгорток світлі з темною основою; зірчасті й мало-клітинні волоски розподілені на краях і біля основи листочків.

## Поширення
Поширений у Білорусі, Швеції, Фінляндії, північно-європейській Росії. 
У Білорусі зростає на лісових галявинах і узліссях, в сосняках моховитих і чорничних.